# Inga latipes
Inga latipes é uma espécie vegetal da família Fabaceae.
Apenas pode ser encontrada na Costa Rica.